# Buitoni
Buitoni è un'impresa alimentare italiana, fondata a Sansepolcro, in Valtiberina (provincia di Arezzo), nel 1827.
Produttrice di pasta secca, prodotti da forno (fette biscottate, buitost, crostino) il cui marchio è attualmente di proprietà della multinazionale svizzera Nestlé.
Lo storico stabilimento di Sansepolcro è stato acquisito il 1º settembre 2008 dall'italiana Newlat Food, che continua a produrvi pasta secca, pasta secca all'uovo e prodotti da forno. Inizialmente questi prodotti venivano commercializzati con il marchio Buitoni. Tuttavia, dal gennaio 2022 Nestlé non ha rinnovato la concessione del marchio, e i prodotti dello stabilimento vengono commercializzati con altri marchi del gruppo come Delverde.

## Storia

### La creazione

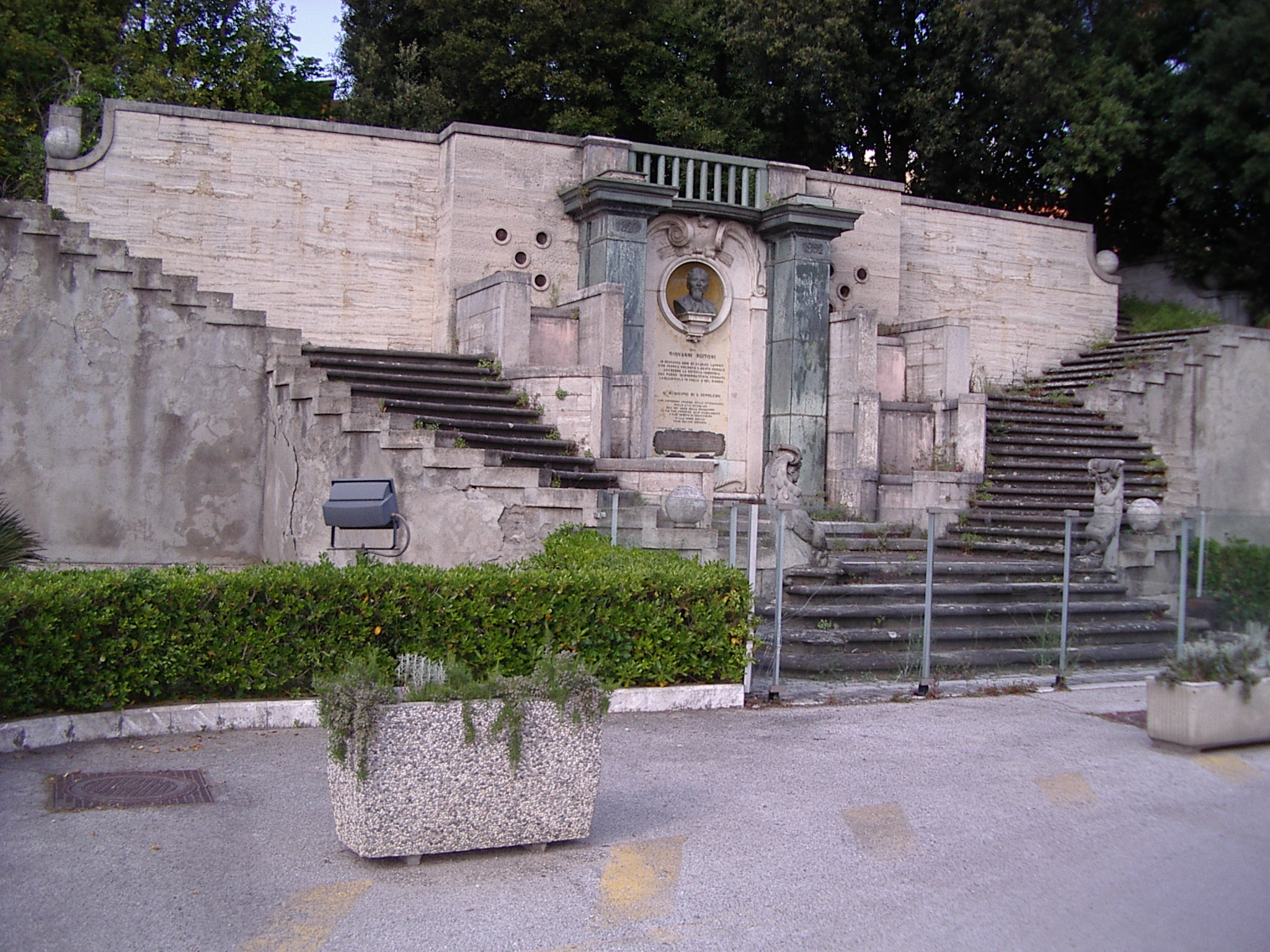
Monumento a Giovanni Buitoni (1822-1901) a Sansepolcro

L'attività inizia nel 1827 ad opera di Giovanni Battista Buitoni, che avvia con la moglie Giulia Boninsegni un piccolo negozio di pasta a Sansepolcro, nell'allora Granducato di Toscana. Nel 1856 i figli Giuseppe e Giovanni Buitoni aprono un laboratorio a Città di Castello aumentando la produzione, che riguarda in maniera particolare pastina glutinata per bambini ed ammalati.

### LaPeruginae laIBP
La produzione di pasta si affianca a quella di cioccolato e dolciumi quando, insieme a Luisa Spagnoli ed altri soci, il 30 novembre 1907 Francesco Buitoni, figlio di Giovanni, costituisce a Perugia, con un capitale sociale di 100.000 lire, la Società Perugina per la Fabbricazione dei Confetti, che diventerà poi La Perugina - Cioccolato e Confetture.
Nel corso degli anni venti il ramo perugino della famiglia, costituito dai cinque figli di Francesco Buitoni, tra i quali si pone in particolare evidenza il terzogenito Giovanni Buitoni, si assicura il controllo delle attività, attraverso un processo di acquisizione di pacchetti azionari che si conclude nel 1927. Negli anni seguenti, la storia della Buitoni si intreccia con quella della Perugina, non costituendo un organismo polisettoriale integrato, ma dando luogo ad un'alleanza informale legata alla comune proprietà.
Nel ramo pastario del gruppo Buitoni gli anni venti vedono andamenti economici e scelte strategiche differenti.
Giovanni Buitoni era entrato a far parte del consiglio d'amministrazione del pastificio G. e F.lli Buitoni nel 1920, allora sotto la direzione dello zio Silvio. Come nel caso della Perugina, prima dell'intervento di Giovanni Buitoni, i criteri di conduzione aziendale erano approssimativi; gli squilibri si mostrano pericolosi già sul breve periodo, soprattutto perché la società è in una fase di espansione. Nel 1923 cade la trasformazione in società anonima con un capitale di 1,8 milioni, ma la Buitoni si trova presto sovraesposta dal punto di vista finanziario; in tale contesto si prospettano le diverse strategie che oppongono le scelte di Silvio (il risanamento dell'azienda giocato sui risparmi possibili, evitando investimenti) e le idee di Giovanni Buitoni, eletto consigliere d'amministrazione nel 1925: questi riteneva che innovazione tecnica e razionalizzazione produttiva rappresentassero la soluzione della crisi. La tensione familiare per le scelte gestionali dell'impresa precipita nell'estate 1927; il 2 giugno a Perugia i Buitoni di Sansepolcro si dimettono, il nuovo vertice è composto da Giovanni Buitoni, presidente, e da suo fratello Marco, nominato consigliere delegato, il ramo familiare perugino acquisisce l'intero pacchetto azionario della società.
Nel 1934 viene creata la prima filiale all'estero, in Francia, mentre nel 1939 Giovanni Buitoni si trasferisce negli Stati Uniti, dove apre un negozio Perugina a New York e poi la Buitoni Foods Corporation.

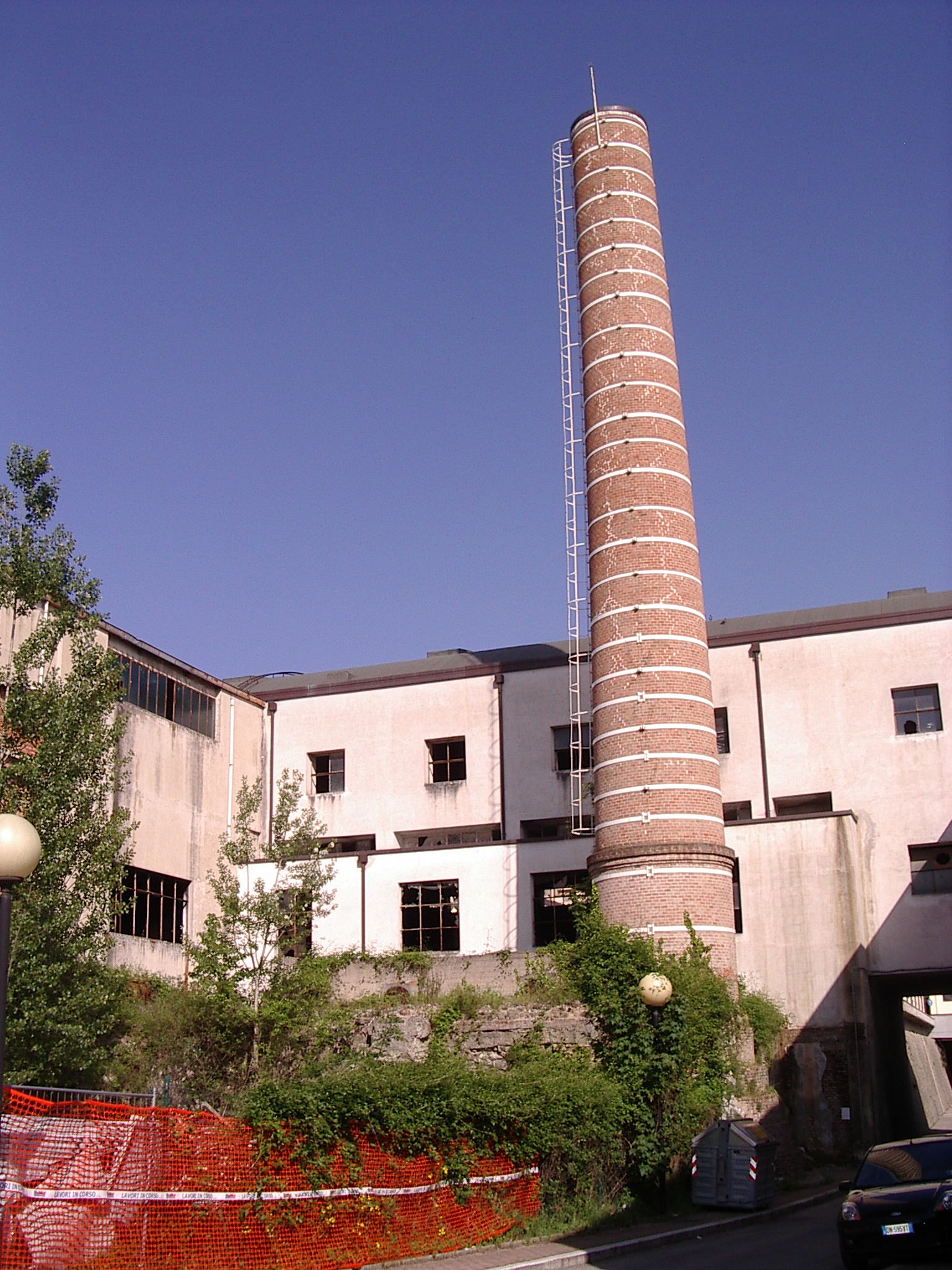
Ciminiera nella precedente sede dello stabilimento Buitoni di Sansepolcro

Nel 1953 da un incontro fra i cinque fratelli Buitoni nasce la Ibo - International Buitoni Organization, per raccordare le attività della Perugina e della Buitoni in Italia, e queste con le filiali di Francia e Stati Uniti. La struttura però non decolla e la questione del coordinamento rimane aperta fino al 1969, quando per delibera dei consigli di amministrazione delle società Buitoni e Perugina avviene la fusione per incorporazione della Buitoni nella Perugina; nasce così la IBP - Industrie Buitoni Perugina, che tre anni dopo verrà quotata in borsa.

### Le difficoltà finanziarie e la cessione
Dopo la fase di crescita vissuta negli anni sessanta, durante i quali le imprese Buitoni si erano configurate come una realtà duttile e si erano notevolmente espanse all'estero, dal 1974 si mettono in evidenza criticità finanziarie ed organizzative. L'azienda tornerà a produrre utili solo nel 1980, ma continuerà a soffrire la crescente aggressività di concorrenti italiani e stranieri.
Negli anni ottanta, sotto la guida di Bruno Buitoni, inizia dunque la ricerca di un partner, che porta a contatti infruttuosi con le francesi Midy e Suchard. Nel 1984 si profila la cessione alla Danone, ma a fronte dell'offerta da parte di Carlo De Benedetti di una cifra superiore del 20%, la IBP passa sotto il controllo della CIR. Il fallimento del progetto di De Benedetti porterà tuttavia in breve tempo a un nuovo passaggio di mano, e nel 1988 la Buitoni viene acquisita da Nestlé.

### L'acquisizione e la gestione NewPrinces
Nel gennaio 2008 la multinazionale svizzera decide di uscire dalla produzione diretta della pasta secca, della pasta secca all'uovo e delle fette biscottate marchiate Buitoni, affidando la vendita dello stabilimento di Sansepolcro a Mediobanca. L'operazione si completa nel giugno 2008, quando viene ufficializzata la cessione dello stabilimento al gruppo italo-svizzero TMT che nel 2008 diventa Newlat Food ridenominata nel 2025 NewPrinces, di proprietà dell'imprenditore Angelo Mastrolia (che aveva già rilevato da Nestlé lo stabilimento Pezzullo di Eboli nel 2005). L'accordo prevede la concessione in affitto per 10 anni del marchio Buitoni a TMT.
Al momento della vendita dello storico stabilimento di origine del marchio Buitoni la quota di mercato italiano dei prodotti si aggira sull'1% per la pasta di semola, il 4% per la pasta all'uovo e il 13% per le fette biscottate.
Con la cessione dello stabilimento di Sansepolcro (circa 500 addetti), Nestlé non abbandona il marchio Buitoni, che rimane di sua proprietà, e mantiene gli stabilimenti italiani di Benevento (150 addetti), dedicati al surgelato, e di Moretta, in provincia di Cuneo (250 addetti), dove sono preparate le paste ripiene e le salse. La Nestlé poi ci ripenserà: nel dicembre 2017 cederà il pastificio di Moretta a Rana dopo avere già ceduto i biscotti Ore liete e le caramelle Rossana e lo stabilimento di gelati di Parma (divenuto Froneri sarà poi chiuso), i surgelati La Valle degli Orti, Mare Fresco e Surgela. Nel marzo 2018 chiuderà anche il centro ricette (con gli impianti trasferiti nell'Ohio, a Solon) situato nella Villa Fatti di Sansepolcro.
Nel 2010 la nuova proprietà, Newlat Food Spa (azienda proprietaria anche di storici marchi come Polenghi Lombardo, Giglio, Optimus, Ala, Matese, Pezzullo e Corticella) sotto la guida di Angelo Mastrolia, avvia il rilancio dello stabilimento di Sansepolcro con la costruzione di un nuovo reparto spedizioni e l'ammodernamento di alcune linee produttive. Gli investimenti effettuati per oltre 12 milioni di euro hanno consentito di raggiungere elevati standard qualitativi e produttivi, qualità che ha ottenuto importanti riconoscimenti sia a livello nazionale (Altroconsumo) che internazionale (Stiftung Warentest). Nel 2018 lo stabilimento di Sansepolcro occupa 380 addetti. Nel 2022 Nestlé non rinnova la concessione del marchio a Newlat Food.

### Lo scandalo in Francia
Il 18 marzo 2022, in Francia, è stato effettuato un richiamo del prodotto sull'intera gamma di pizze surgelate "Fraîch'Up" di Buitoni, a seguito della contaminazione da batteri E. coli. La contaminazione ha causato la morte di due bambini in Francia. Successivamente viene identificato il sito di produzione delle pizze contaminate, ubicato nel nord della Francia.